# برنارد اسپیر
برنارد اسپیر (انگلیسی: Bernard Spear; ۱۱ سپتامبر ۱۹۱۹ – ۹ مهٔ ۲۰۰۳) هنرپیشه اهل انگلستان بود.

## فیلم‌شناسی
- مسحور (۱۹۶۷)
- چیتی‌چیتی بنگ‌بنگ (۱۹۶۸) - Second Spy
- قایم‌موشک (۱۹۷۲) - Fruit vendor
- سفرهای گالیور (۱۹۷۷) - (voice)
- ینتل (۱۹۸۳) - Tailor
- مردی که گریست (۲۰۰۰) - Man in Sweatshop